# Egsy8p7
Egsy8p7 — галактика в созвездии Волопаса (экваториальные координаты: 14ч 20м 8,50с 52° 53′ 26,60″), с июля 2015 года до открытия галактики GN-z11 1 марта 2016 года считалась наиболее удалённой от Земли. Имеет красное смещение z = 8,68, свет от галактики до Земли шёл 13,2 миллиарда лет. Обнаружена в обсерватории Кека на Гавайях (США) с использованием инфракрасного спектрографа MOSFIRE, зарегистрировавшего так называемую линию Лайман-альфа в спектре излучения галактики. Предыдущим рекордсменом была галактика EGS-zs8-1. В центре галактики находится сверхмассивная чёрная дыра CEERS 1019. 